# 田中稔 (プロレスラー)
田中 稔（たなか みのる、1972年11月29日 - ）は、日本の男性プロレスラー。妻は元女子プロレスラーの府川唯未、長女は女子プロレスラーの田中きずな。愛知県小牧市出身。血液型O型。

## 来歴

### プロフェッショナルレスリング藤原組
器械体操とシュートボクシングを経験後、1993年にプロフェッショナルレスリング藤原組に入門。
1994年1月にマーク・アシュフォード戦でデビューし、同年2月にはリングスに参戦。

### 格闘探偵団バトラーツ
1995年に格闘探偵団バトラーツの設立に参加し所属する。1999年4月の新日本プロレス東京ドーム大会に参戦、同年のBEST OF THE SUPER Jr.にも出場する。
2000年6月に金本浩二とジュニア・スターズを結成しIWGPジュニアタッグ王座を獲得。同年10月にバトラーツを退団、高岩竜一のIWGPジュニアヘビー級王座に挑戦し勝利する。第39代IWGPジュニアヘビー級王座初戴冠となった。

### 新日本プロレス
2001年1月に正式に新日本プロレス所属となった。同年6月のBEST OF THE SUPER Jr.で準優勝に輝く。
2002年1月18日、記者会見で府川唯未との婚約を発表。同年6月8日に挙式および結婚披露宴を行った。

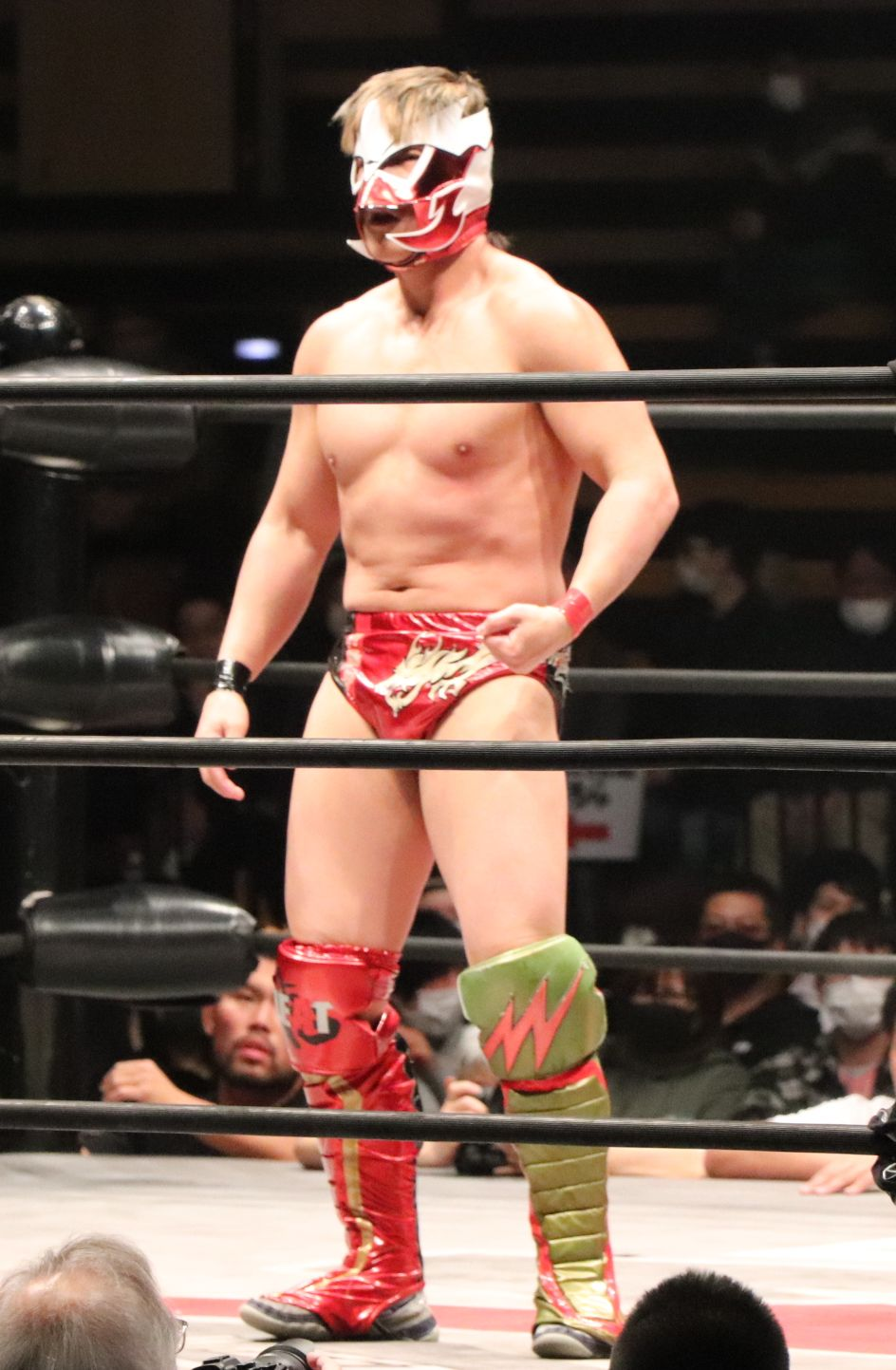
覆面レスラー「ヒート」

2002年2月、垣原賢人を下しIWGPジュニアヘビー級王座に返り咲く。同年5月、獣神サンダー・ライガーをパートナーに邪道・外道組を下しIWGPジュニアタッグ王座を獲得する。その後、ゲームボーイアドバンス用ソフト『闘魂ヒート』（パシフィック・センチュリー・サイバーワークス・ジャパン）のゲームキャラクターから出た覆面レスラー「ヒート」に転身、同年10月に再デビューするも不甲斐ない試合が続いたためか当時タッグパートナーだったライガーにも批判されてしまい、とうとう敵対関係となった。
2004年、マスクを脱ぎ、素顔に戻った。この頃から田中もライガーにヒール集団のC.T.Uに勧誘され、最初は難色を示していた田中だったが最終的にC.T.Uの一員となった。
2004年12月、井上亘の挑戦を退け同タイトル最多連続防衛記録11回を記録する。覆面レスラー時代を含めて1年に及ぶ長期政権だった。
2005年1月、タイガーマスクに敗れIWGPジュニアヘビー級王座から陥落した。同年4月リングネームを「稔」に改名する。のち、ヘビー級挑戦を視野に入れる。
2006年6月、BEST OF THE SUPER Jr. において初日敗戦もAブロック2位通過。決勝トーナメントでは井上（HEATクラッチ）、タイガー（ミノルスペシャル）と撃破し、7回目の出場にして悲願の初優勝を飾った。同年12月24日、後楽園ホールにて金本とタイトル戦を行い勝利し、第51代IWGPジュニアヘビー級王座に返り咲いた。
2007年2月、井上を破りIWGPジュニアヘビー級を初防衛。
2007年3月、エル・テハノ・ジュニアを破り2度目の防衛成功。
2007年4月、田口隆祐を破り3度目の防衛成功とともにサムライジムの看板を奪う。
2007年5月、裕次郎を破り4度目の防衛に成功。
2007年7月、田口に敗れ5度目の防衛に失敗。サムライジムの看板も元の場所に戻された。
2007年8月、C.T.Uの解散とともに中邑真輔らと共闘を宣言。後にRISEとなった。
2007年11月、プリンス・デヴィットと組み、TNAのクリストファー・ダニエルズ&センシに挑むが敗れる。翌年1月、今度はミラノコレクションA.T.も引き連れ、クリスチャン・ケイジ&AJスタイルズ&ピーティー・ウィリアムズと戦うが敗れる。
2008年1月、プリンス・デヴィットをパートナーにし、ディック東郷&TAKAみちのくが所持するIWGPジュニアタッグに挑戦し、勝利。第19代ジュニアタッグ王座となる。しかし3週間後、ライガー&AKIRAに敗れ初防衛に失敗した。
2009年1月14日、新日本プロレスとの契約を終了し同年1月31日をもって退団することを発表。

### フリー
2009年2月6日、全日本プロレスの後楽園ホール大会に突如乱入し、田中のバトラーツ時代の後輩である土方隆司を助けるかと思いきや、TARUと結束し突如VOODOO-MURDERS入りした。
2月14日、ZERO1の大阪大会に参戦、藤田ミノルとタッグを結成した。ZERO1にはこれまでどおりの正統派レスラーとして参戦していく模様。
2月22日には、DDTプロレスリングに「ミノール・ポルナレフ」として参戦してデスケーキ（毒入りケーキ）を食らわされ、失神するというコミカルなファイトを披露した。

### 全日本プロレス
2011年6月、TARUの暴行事件により主戦場である全日本プロレスの無期限停止の処分が下ったが6月30日、田中は事件には関わっていないとして出場停止処分を解除した。その後、全日本プロレスに正式入団。
2011年10月26日、リングネームを本名の「田中稔」に戻した。
2012年8月31日よりみちのくプロレスのふく面ワールドリーグ戦に「ヒート」として参戦。

### WRESTLE-1
2013年6月30日の両国国技館大会を最後に全日本プロレスを退団した。武藤敬司らとともにWRESTLE-1に参加。
2013年9月25日、プロレスリングHEAT-UPに参戦して、田中のかつての愛弟子である田村和宏とタッグながら対戦。
2014年1月31日、デビュー20周年記念試合でタッグパートナー金本浩二、田中の師匠の藤原喜明、獣神サンダー・ライガーと組みデスペラード軍と対戦し、勝利する。
2016年6月30日、契約満了につきWRESTLE-1を退団。

### フリー
2017年より古巣である全日本プロレス、その他にもZERO1などに参戦。
9月23日、田中はプロレスリング・ノア後楽園大会に突如姿を見せ、「GHCジュニアのベルト頂きに参りました」とGHCジュニア取りを高らかに宣言した。それに対し熊野準が10月1日の横浜文化体育館大会で迎え撃つ事となった。
10月1日、横浜文化体育館大会で熊野に勝利、その後もレギュラー参戦しているドラディションのLEONA、XXのHi69らを立て続けに倒し、現GHCジュニアヘビー級王者である原田大輔に12.22後楽園でGHCジュニアへの挑戦が決まった。
12月22日、原田の持つGHCジュニアヘビー級王座に挑戦するが、必殺の片山ジャーマンスープレックスホールドに沈んだ。
2018年1月28日、大阪大会でGHCジュニアタッグ王座新王者組となった石森太二・Hi69組の前に現れ挑戦を表明。この時は単身での挑戦表明だったが、そこへ小川良成が登場し小川とのタッグで3月11日・横浜文化体育館大会でのタイトル挑戦が正式に決定した。
2019年3月10日、横浜文化体育館大会で原田からFIRE BALLスプラッシュでピンフォール勝ちを奪いGHCジュニアヘビー級王座初戴冠。ジュニアタイトルのメジャー完全制覇を果たした。

### GLEAT
2020年10月15日、リデットエンターテインメントによって新たに立ち上げられたプロレス団体「GLEAT」のプレ旗揚げ大会「GLEAT ver.0」にて船木誠勝と共にUWFルールで出場。
2021年3月1日、GLEATに入団。選手兼UWFルールテクニカルオフィサーとして就任が発表された。以降、同団体内では同世代であるカズ・ハヤシ、CIMAと共に「シーラカーンズ」と呼ばれる。
2022年7月14日、全日本プロレス後楽園ホール大会にて歳三と共に大森北斗＆児玉裕輔を下し、アジアタッグ王座を戴冠。
3月1日、新日本プロレス日本武道館大会「旗揚げ記念日」にて、タイチ・TAKAみちのくと共に6人タッグで出場。古巣である新日本プロレスには13年ぶりの参戦となった。
4月14日、プロレスリングWAVEの記者会見にて、実の娘である希沙が「田中きずな」として高校卒業後にプロレスデビューすることが発表。
12月14日、GLEATが新たに立ち上げたブランド「GLEAT MMA」の初興行にて、MMAルール初挑戦するも和田拓也に敗れる。
2023年1月22日、全日本プロレス後楽園ホール大会にて歳三を下し第23代 GAORA TV王座戴冠。
3月1日開催の『ジュニア夢の祭典 〜ALL STAR Jr. FESTIVAL 2023〜』では第3試合・がんばれ！大谷晋二郎10人タッグマッチに出場。

## 得意技
ジュニア戦士にしては珍しく、関節技や投げ技、蹴り技といった技を中心に見境無く試合を組み立てることが多い。師匠である藤原喜明もその技術を高く評価している。

### フィニッシュ・ホールド
ミノル・スペシャル
相手の腕に組み付きながら前転して決める変形飛びつき式腕ひしぎ逆十字固め。
ミノル・スペシャルII
ノーザンライト・スープレックスをかけた後、その勢いでブリッジから体を後転させてそのまま腕ひしぎ十字固めを仕掛ける。
HEATクラッチ
相手の両足を折りたたむ変形エビ固め。腕ひしぎ十字固めを極め、抵抗して足をばたつかせた相手をそのまま丸め込む場合もある。
テラマエ485
相手の股間でクラッチしてバックドロップを決める。
3代目タイガー・スープレックス
技名の「3代目」は金本浩二のことである。
リストクラッチ・フィッシャーマンズ・バスター
受け身を取りにくくするために腕を取ってのフィッシャーマン。主に初代ヒートが使用。
サンタモニカ・ピア
フィッシャーマンの体勢で抱え上げ、デスバレーボムの要領で叩きつける。
カリフォルニア巻き
フィッシャーマンで抱え上げた体勢から横に丸め込む。また、グラウンドからかけるバージョンもある。
迷子の子猫ちゃん
タイガー・スープレックスで投げ捨て、起き上がろうとする相手にバズソーキックを打ち込む。

### 関節技
膝十字固め
足4の字固め

### 飛び技
FIRE BALLスプラッシュ
ファイアーバード・スプラッシュ。6月26日澤宗紀戦で初公開。名前はB'zの楽曲「FIRE BALL」より。
BDF
田中が使用するダイビング・フット・スタンプの名称。

### 投げ技
龍と虎（仮）
相手の背後から片腕をタイガー・スープレックスのように、片腕をドラゴン・スープレックスのように固めて後方に投げる変形スープレックス。
トルネード・カッキーカッター
垣原の直伝、小川直也のSTOに酷似しているが、田中の場合は大きく振りかぶるように相手の足を刈るのが特徴である。コブラクラッチの態勢から入る改良型。

### 打撃技
バズソーキック
仰向けになった相手の上半身を起こして相手の左側頭部を振り抜いた右足の甲で蹴り飛ばす。
ジャンピングハイキック
ドロップキック
各種キック
ローキック、ミドルキック、ハイキック、ローリング・ソバット

### その他
サミング
打撃戦で興奮している時などに、織り交ぜて使用してくる。

## 入場テーマ曲
田中がB'zのファンであることから、テーマ曲も基本的にB'zの曲を使用している。（余談だが、成瀬昌由も同じB'zファンであるため両者が対戦する場合はB'zの入場曲が連続して試合会場に流れる。）
田中稔及び稔
- JAP THE RIPPER
- Real Thing Shakes
- 孤独のRunaway（Mixture style）
- ZERO（"田中" 兼用）
- ねがい
- LOVE PHANTOM
作曲：松本孝弘、オリジナル：B'z
- SILENCE （現在使用）
作曲：戸谷勉
- IRON MAN（featuring Metal Church）
- TOP OF THE WORLD

ヒート
- 熱くファイト!

## タイトル歴
新日本プロレス
- 第39・42・46・51代IWGPジュニアヘビー級王座
- 第5・8・15・19・21代IWGPジュニアタッグ王座（パートナーは金本浩二→獣神サンダー・ライガー→後藤洋央紀→プリンス・デヴィット2回）
- BEST OF THE SUPER Jr.優勝（2006年）

全日本プロレス
- 第29代世界ジュニアヘビー級王座
- 第23代GAORA TV王座
- 第89・91・113代アジアタッグ王座（パートナーは金本浩二→歳三）
- ジュニアタッグリーグ戦優勝（2009年）（パートナーは歳三）

プロレスリング・ノア
- 第39代GHCジュニアヘビー級王座
- 第33・34代GHCジュニアヘビー級タッグ王座（パートナーは小川良成→Hi69）

WRESTLE-1
- 初代WRESTLE-1クルーザーディビジョン王座
- 第50代UWA世界6人タッグ王座（パートナーはカズ・ハヤシ、TAJIRI）
- WRESTLE-1 CRUISER FES優勝（2020年）

プロレスリングZERO1
- 第117代&第17代NWA世界&インターナショナルジュニアヘビー級王座
- 第24代NWAインターナショナルライトタッグ王座（パートナーは金本浩二）

FMW
- 初代FMW認定ジュニアヘビー級王座
- 第2代インディペンデントワールド世界ジュニアヘビー級王座

KAIENTAI DOJO
- K-AWARD年間最高試合賞タッグマッチ部門（2004年）

格闘探偵団バトラーツ
- 第32代UWA世界ミドル級王座

OSW
- 第5代OSW認定覆面世界一王座

EWP
- EWPインターコンチネンタル王座 : 2回

## エピソード
- 日本プロレス界においてメジャー3団体と呼ばれる新日本プロレス、全日本プロレス、プロレスリング・ノアが管理するジュニアヘビー級のシングル・タッグベルト5種を戴冠したことがあり、史上初及び 2023年段階でジュニアヘビー級で唯一のグランドスラム達成者である。なおジュニアヘビー級のタッグ王座が存在しない全日本プロレスでもアジアタッグ王座を戴冠している。